# Зоркин, Тимофей Васильевич
Тимофей Васильевич Зоркин — советский хозяйственный, государственный и политический деятель, Герой Социалистического Труда.

## Биография
Родился в 1904 году в Симбирской губернии. Член КПСС.
С 1926 года — на хозяйственной, общественной и политической работе. В 1926—1965 гг. — бригадир тракторной бригады Больше-Уринской МТС Канского района Красноярского края, механик машинно-тракторной станции в Красноярском крае.
Указом Президиума Верховного Совета СССР от 21 февраля 1949 года присвоено звание Героя Социалистического Труда с вручением ордена Ленина и золотой медали «Серп и Молот».
Умер в Канском районе в 1965 году.